# Gadisz
Gadisz (hebr. גדיש; ang. Gadish) – moszaw położony w Samorządzie Regionu Ha-Gilboa, w Dystrykcie Północnym, w Izraelu.

## Położenie
Moszaw Gaidsz jest położony na wysokości 66 metrów n.p.m. w południowej części intensywnie użytkowanej rolniczo Doliny Jezreel, na północy Izraela. Okoliczny teren jest płaski, opada jednak delikatnie w kierunku północnym. W odległości 3 km na południowy zachód od moszawu wznoszą się wzgórza płaskowyżu Wyżyny Menassesa w rejonie Wadi Ara. Spływają stamtąd strumienie Taine (na zachód od wioski) oraz Azam i Ta’anach (na wschód), które zasilają przepływającą na północy rzekę Kiszon. W odległości 7 km po stronie wschodniej wznoszą się Wzgórza Gilboa. W otoczeniu moszawu Gadisz znajduje się miasto Afula, arabskie miasteczko Ma’ale Iron, kibuce Merchawja i Giwat Oz, moszawy Merchawja, Dewora, Barak, Ram-On i Mele’a, oraz wioski komunalne Merkaz Chewer, Merkaz Omen i Nir Jafe. W odległości 1 km na południowy zachód od moszawu przebiega mur bezpieczeństwa oddzielający terytorium Izraela od Autonomii Palestyńskiej. Po stronie palestyńskiej znajduje się miasteczko Silat al-Harisijja, oraz wioski Zububa i Ti’innik.
Gadisz jest położony w Samorządzie Regionu Ha-Gilboa, w Poddystrykcie Jezreel, w Dystrykcie Północnym Izraela.

## Historia
W latach 50. XX wieku miała miejsce masowa emigracja ludności żydowskiej do Ziemi Izraela. Nagłe pojawienie się dużej liczby nowych imigrantów, zmusiło władze izraelskie do poszukiwania sposobu ich absorpcji. W ten sposób zrodziła się koncepcja utworzenia nowego obszaru osadnictwa w południowej części Doliny Jezreel. Cały projekt otrzymał wspólną nazwę Ta’anach, która to nazwa odnosiła się do całego regionu. Powstały tu trzy identyczne bloki osiedli, z których każdy posiadał centralną wioskę pełniącą wszystkie podstawowe funkcje dla sąsiednich osad rolniczych. W ten sposób w 1953 roku utworzono pierwszy blok nazwany Ta’anach Alef (moszawy Awital, Perazon i Metaw, oraz wioska centralna Merkaz Ja’el). Na początku 1956 roku przystąpiono do tworzenia drugiego bloku osiedli Ta’anach Bet. W takich okolicznościach w lutym 1956 roku został założony moszaw Addirim, a następnie w sierpniu zostały założone moszawy Dewora i Barak (w 1958 r. powstało centrum bloku, wioska Merkaz Chewer).
Jeszcze w tym samym 1956 roku przystąpiono do tworzenia trzeciego bloku osiedli Ta’anach Gimel. Jako pierwszy powstał moszaw Gadisz, a następnie założono moszawy Mele’a i Nir Jafe. Pełniącą funkcję centrum usługowego wioskę Merkaz Omen założono w 1958 roku. W moszawie Gadisz zamieszkali imigranci z Maroka. Jego nazwę zaczerpnięto z rolnictwa - oznacza ona stos zebranego ziarna kukurydzy. Podczas intifady Al-Aksa w styczniu 2003 roku palestyński terrorysta z Islamskiego Dżihadu przeniknął na terytorium Izraela, zabijając mieszkańca moszawu Gadisz. Podczas pościgu zginęło 3 żołnierzy izraelskiej straży granicznej. Wydarzenie to skłoniło władze do wybudowania muru bezpieczeństwa, który oddzielił terytorium Izraela od Autonomii Palestyńskiej. Jego budowa poprawiła sytuację bezpieczeństwa w regionie.

## Demografia
Większość mieszkańców moszawu jest Żydami:

## Gospodarka i infrastruktura
Gospodarka moszawu opiera się na intensywnym rolnictwie, sadownictwie i hodowli drobiu. W szklarniach hodowane są kwiaty. Część mieszkańców pracuje w pobliskich strefach przemysłowych. W moszawie jest sklep wielobranżowy i warsztat mechaniczny.

## Transport
Z moszawu wyjeżdża się na północ drogą nr 6714 prowadzącą do wioski Merkaz Omen i dalej do drogi nr 675. W odległości 3 km na północny zachód od maszawu znajduje się port lotniczy Megiddo.

## Edukacja i kultura
Moszaw utrzymuje przedszkole. Starsze dzieci są dowożone do szkoły podstawowej do sąsiedniej wioski Merkaz Omen. W moszawie jest ośrodek kultury z biblioteką, sala sportowa z siłownią, oraz boisko do piłki nożnej. Jest tu także mykwa i synagoga.

## Turystyka
Na zachód od moszawu jest położone niewielkie wzgórze Tel Kadesz (86 m n.p.m.). Wykopaliska archeologiczne ujawniły tutaj pozostałości starożytnego osadnictwa z czasów perskich, rzymskich, bizantyjskich i arabskich. Zachowały się między innymi fragmenty grobowców, cokoły oraz ołtarz z rogami.